# Kaser
Kaser est un village situé dans la ville de Ramapo, dans le comté de Rockland de l'État de New York aux États-Unis dont la population est essentiellement constituée de Juifs ultra-orthodoxes membres de la dynastie hassidique de Viznitz.
Il s'y trouve en 2010 4 724 habitants. La surface totale est de 0,4 km2.

## Démographie
| Groupe            | Kaser | New York | États-Unis |
| ----------------- | ----- | -------- | ---------- |
| Blancs            | 99,5  | 66,8     | 72,4       |
| Autres            | 0,9   | 36,9     | 27,6       |
| Total             | 100   | 100      | 100        |
|                   |       |          |            |
| Latino-Américains | 0,4   | 17,6     | 16,7       |

Selon l'American Community Survey, pour la période 2011-2015, 90,14 % de la population âgée de plus de 5 ans déclare parler yiddish à la maison, 7,28 % déclare parler l'anglais, 1,99 % l'hébreu et 0,59 % une autre langue. 60,83 % d'entre eux déclarent ne pas « très bien » parler anglais.
Le village de Kaser est très pauvre. En effet, le revenu par habitant était en moyenne de 4 869 dollars par an entre 2012 et 2016, bien en dessous de la moyenne de l'État de New York (34 212 dollars) et des États-Unis (29 829 dollars). Sur cette même période, 77,7 % des habitants vivaient sous le seuil de pauvreté (contre 14,7 % dans l'État et 12,7 % à l'échelle du pays).
La population est caractérisée par sa grande jeunesse : 60,0 % des habitants ont moins de 18 ans.